# Некулеле (Вранча)
Некулеле (рум. Neculele) насеље је у Румунији у округу Вранча у општини Винтиљаска. Oпштина се налази на надморској висини од 835 m.

## Становништво
Према подацима из 2002. године у насељу је живело 501 становника, од којих су сви румунске националности.